# Bandera de Kentucky
La bandera de Kentucky consisteix en el segell de la Mancomunitat sobre un fons blau marí, envoltat per les paraules "COMMONWEALTH OF KENTUCKY" a la part superior i per dues branques de vares d'or, la flor de l'estat, a la part inferior. La bandera va ser dissenyada per Jesse Cox Burgess, un professor d'art de Frankfort, i va ser adoptada per l'Assemblea General de Kentucky el 1918. El disseny actual data de 1928.
El segell mostra a dos homes donant-se la mà. La creença popular diu que l'home de l'esquerra és Daniel Boone, un dels principals responsables de l'exploració de Kentucky, i l'home amb vestit de la dreta seria Henry Clay, l'estadista més famós de l'estat. No obstant això, l'explicació oficial és que els homes representen a tots els exploradors i estadistes, en lloc de persones específiques. El lema de l'estat, United We Stand, Divided We Fall ("Units Ens Mantenim, Dividits Caiem") els envolta. Aquest lema prové de la lletra de The Liberty Song, una cançó patriòtica de l'època de la Guerra d'Independència.
El 2001, una enquesta duta a terme per l'Associació Vexil·lològica Nord-americana va col·locar la bandera de Kentucky en la posició 66 d'entre les 72 banderes estatals i provincials dels EUA i el Canadà.

## Jurament a la bandera
L'any 2000, l'Assemblea General va aprovar la següent promesa de lleialtat a la bandera de Kentucky:
| « | "Juro lleialtat a la bandera de Kentucky, i l'Estat sobirà que defensa, un Estat Lliure Associat, beneïts amb la diversitat, la riquesa natural, la bellesa i la gràcia de dalt". | » |